# Fergus Riordan
Fergus Riordan (ur. 22 lipca 1997 w Madrycie) – brytyjski aktor.

## Filmografia

### Telewizja
| Tytuł       | Postać |
| ----------- | ------ |
| Cinema 3    | on sam |
| Cinema Days | on sam |

### Filmy
| Rok  | Tytuł                  | Tytuł oryginalny                 | Rola      |
| ---- | ---------------------- | -------------------------------- | --------- |
| 2005 | Delikatna              | Frágiles                         | Richard   |
| 2010 | El Paraíso             |                                  |           |
| 2010 | I Want to Be a Soldier |                                  | Alex      |
| 2011 | Marzenie Iwana         | El sueño de Iván                 | Morenilla |
| 2011 | Ghost Rider 2          | Ghost Rider: Spirit of Vengeance | Danny     |